# Chetsada Muangkam
Chetsada Muangkam (thailändisch เจษฎา ม่วงคำ; * 28. Juli 2004) ist ein thailändischer Fußballspieler.

## Karriere
Chetsada Muangkam erlernte das Fußballspielen in der Jugendmannschaft des Chainat Hornbill FC. Hier unterschrieb er Anfang Augst 2023 seinen ersten Profivertrag. Der Verein aus Chainat spielt in der zweiten Liga, der Thai League 2. Sein Zweitligadebüt gab Muangkam am 17. September 2023 (5. Spieltag) im Auswärtsspiel gegen den Zweitligaaufsteiger DP Kanchanaburi FC. Bei der 2:0-Niederlage wurde er in der 82. Minute für den Japaner Shota Fujishiro eingewechselt.